# Атанов Геннадій Олексійович
Генна́дій Олексі́йович Ата́нов − український вчений, педагог-новатор, організатор освіти, доктор фізико-математичних наук, кандидат технічних наук, професор, академік Академії наук вищої школи України.
Геннадій Олексійович Атанов включений в світові видання. За версією Американського біографічного інституту (англ. ABI − American Biographical Institute) він має статус «Видатна людина ХХ століття», а Міжнародний біографічний центр, Кембридж, Англія (англ. IBC − International Biographical Centre, Cambridge, England) включив його в наступні видання: «Видатні люди ХХ віку», «2000 видатних вчених ХХ віку», «2000 видатних інтелектуалів ХХ віку».

## Біографія
Народився 1 вересня 1939 року в місті Донецьк.
Батько − Атанов Олексій Гаврилович, народився 5 лютого 1903 року в селі Кшень Тімського повіту Курської губернії у сім'ї селянина-бідняка. Помер 8 лютого 1988 року в Олександрії Кіровоградської області, де і похований.
Мати − Атанова (до шлюбу Лєньшина) Олімпіада Олексіївна, народилася 11 серпня 1903 року в селі Кшень Тімського повіту Курської губернії. Померла 30 березня 1985 року в Олександрії Кіровоградської області, де і похована.
В родині Атанових було п'ятеро дітей: Тамара, Галина, Майя, Вадим та Геннадій. Геннадій був наймолодшим з них.
У 1952 році з Катика Сталінської області з родиною переїхав у місто Олександрія Кіровоградської області.
Геннадій Атанов випускник Олександрійської середньої школи (СШ) № 2 ім. М. Горького.
Він закінчив Харківський авіаційний інститут в 1963 році. Після його закінчення працював в місті Петропавловськ в Казахстані.
З 1966 по 1999 рік працював у Донецькому державному університеті. Завідувач кафедрою загальної фізики і дидактики фізики.
Один із засновників Донецького відкритого університету та його дочірнього закладу Донецький інститут соціальної освіти. Був ректором останнього з 1997 по 2000 рік. З 2000 року − директор Донецького відкритого університету.
Член ради директорів Міжнародної асоціації по водоструминним технологіям, секретаріату національного комітету України з прикладної і теоретичної механіки, Міжнародної ради по штучному інтелекту в освіті, Міжнародної асоціації з комп'ютеризації навчання.
Має 6 монографій, понад 140 публікацій з гідродинаміки і понад 80 публікацій з дидактики.

## Громадська діяльність
У 1989–1990 − організатор і керівник однієї з перших масових громадських організацій м. Донецьк − «Союзу виборців», яка під час першої посттоталітарної демократичної виборчої кампанії в Україні здійснила висунення більше 200 кандидатів до рад різних рівнів.
Учасник Установчої конференції Донецької Крайової організації Народного Руху України, член Донецької Крайової координаційної ради Руху (1989 рік).

## Захоплення
У шкільні та студентські роки активно і досить успішно займався спортивною гімнастикою. Основне хобі − риболовля. У 60-х та 70-х роках XX століття Геннадій Олексійович Атанов любив рибачити разом с професором Масляєвим Віктором Семеновичем